# Camponotus figaro
Camponotus figaro  es una especie de hormigas endémicas de la península ibérica (España y Portugal).